# 프리드리히 파셴

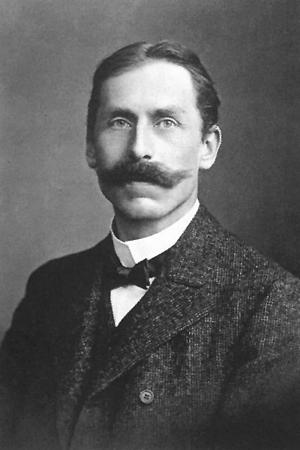

루이스 카를 하인리히 프리드리히 파셴(독일어: Louis Karl Heinrich Friedrich Paschen, 1865년 1월 22일 ~ 1947년 2월 25일) 은 독일의 물리학자이다. 본 대학과 베를린 대학의 교수를 지냈다. 1889년 가스 속의 불꽃 방전에 관한 연구를 발표했으며, 1893년 감도가 높은 전류계를 발명하였다. 그는 또한 적외선 등의 스펙트럼을 연구하여 수소 스펙트럼의 "파셴 계열"을 발견하는 등 분광학에 크게 이바지하였다.

## 같이 보기
- 항기호
- 타운센드 방전